# Torulaspora delbrueckii
Torulaspora delbrueckii ist eine allgegenwärtige Hefe-Art, die in natürlichen wie anthropogenen Lebensräumen vorkommt. Der Typusstamm von T. delbrueckii CBS 1146T, entsprechend CLIB 230 oder ATCC 10662, wurde 2009 sequenziert. T. delbrueckii besitzt 8 Chromosomen sowie einem mitochondrialen Genom. Torulaspora delbrueckii war früher als Saccharomyces delbrueckii, Saccharomyces rosei, Saccharomyces roseus oder Candida colliculosa bekannt. Torulaspora delbrueckii ist die am besten untersuchte Art der Gattung Torulaspora, die bislang acht Arten umfasst, darunter T. franciscae, T. pretoriansis, T. Mikroellipsoide, T. globosa, T. Indica, T. maleeae, und T. quercuum. Die Taxonomie der Gattung Torulaspora entwickelt sich dank der Verfügbarkeit moderner molekularer Werkzeuge rasch weiter.
Die Spezies ist nach dem deutschen Bakteriologen und Brauwissenschaftler Max Delbrück (1850–1919) benannt.

## Lebensräume
Torulaspora delbrueckii findet in mehreren technischen Bioprozessen Anwendung, beispielsweise der Brotindustrie, so kommen einige T. delbrueckii-Stämme in gefrorenem Teig kommerziell zum Einsatz. Weitere Anwendungen sind Lebensmittelfermentationen von Silage, Kakao, Olive, oder Gurken; Bei vielen traditionell durch Fermentation hergestellten Getränken wie Mezcal, Colonche, Tequila, Cider, Erdbeerbaumfruchtgetränk, Zuckerrohrsaft oder Kefir lässt sich häufig Torulaspora delbrueckii nachweisen; dasselbe gilt für viele traditionelle Käsesorten (wie Rotschmierekäse) und andere durch Fermentation entstehende Milchprodukte.
Torulaspora delbrueckii kann auch eine opportunistische Verderbnishefe für Milchprodukte oder Erfrischungsgetränke (Fruchtsäfte usw.) sein.
Torulaspora delbrueckii besiedelt zahlreiche natürliche Lebensräume, von Böden, Pflanzen, Früchte, und Insekten.
T. delbrueckii wird gelegentlich in menschlichen Abstrichen gefunden, wird aber für den Menschen als höchsten opportunistisch pathogen angesehen.

## Weinherstellung

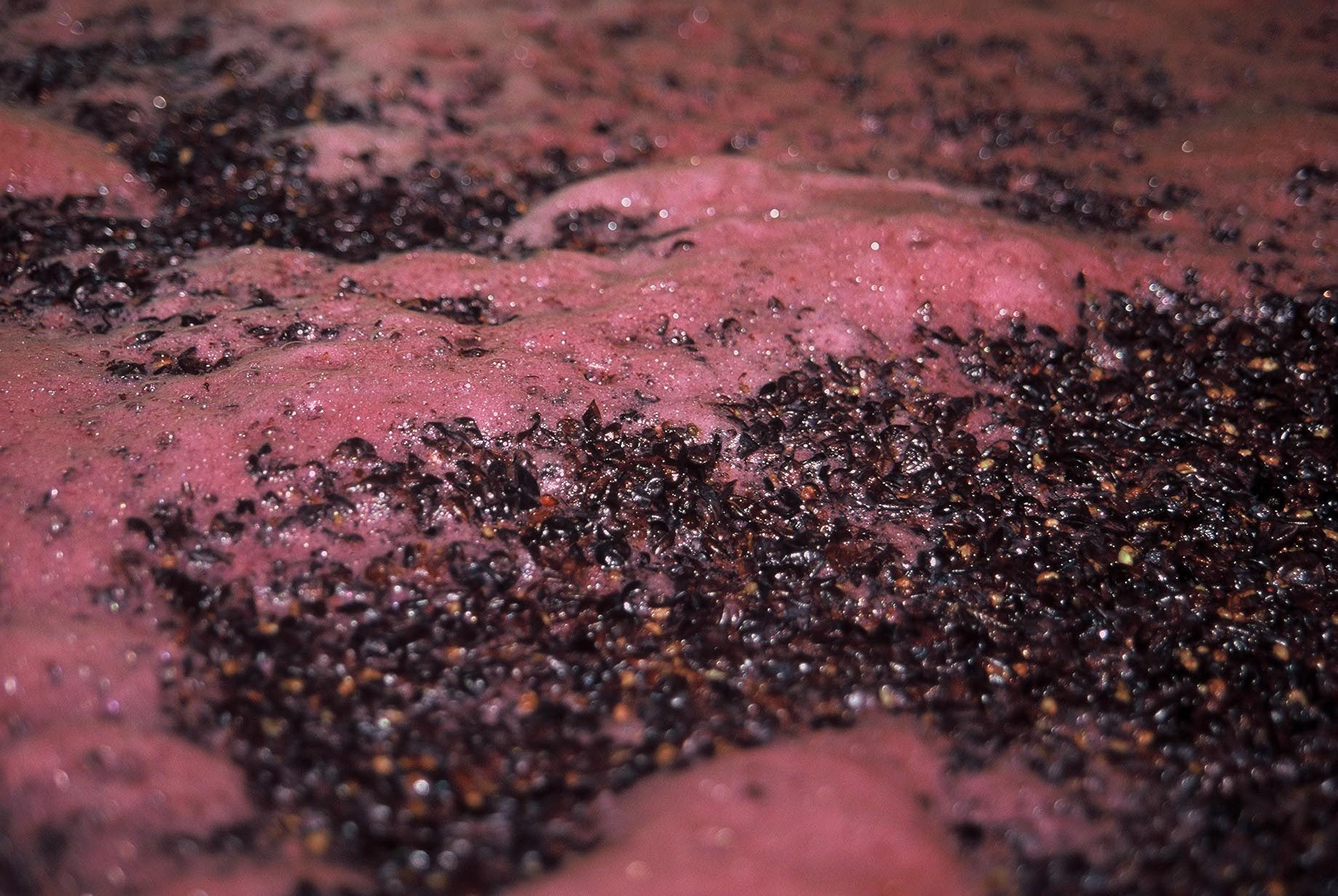
Hefefermentierung eines Pinot noir

Torulaspora delbrueckii spielt eine zentrale Rolle in der Weinherstellung, sie kann aus Trauben, Most oder Wein isoliert werden. Torulaspora delbrueckii wird nun oft als Starterkultur (oft in Mischkulturen mit Saccharomyces cerevisiae) für bestimmte Anwendungen eingesetzt, insbesondere zur Reduzierung der flüchtigen Säure bei Gärungen mit hohem Zuckergehalt wie in Sauternes-Weinen. Neuere Erkenntnisse zeigen, dass die Art T. delbrueckii vor etwa 1900, nach manchen Indizien sogar schon vor 4000 Jahren für die Weinherstellung und andere menschliche Zwecke domestiziert wurde.

## Lebenszyklus
Der Lebenszyklus von T. delbrueckii ist weiterhin unklar. Einige Autoren betrachten T. delbrueckii als haploide Art, während neuere Erkenntnisse darauf schließen lassen, dass T. delbrueckii ein überwiegend diploides homothallisches Leben führt.